# خاویر سودرو
خاویر سودرو (انگلیسی: Javier Sodero؛ زادهٔ ۱۷ ژوئیهٔ ۱۹۶۴) بازیکن فوتبال اهل آرژانتین است.
از باشگاه‌هایی که در آن بازی کرده‌است می‌توان به باشگاه فوتبال ریور پلاته اشاره کرد.